# Pena de morte na França
A pena de morte na França (em francês: peine de mort en France) é proibida pelo artigo 66-1 da Constituição da República Francesa, votada como uma emenda constitucional pelo Congresso do Parlamento francês em 19 de fevereiro de 2007 e simplesmente dizendo "Ninguém pode ser condenado à pena de morte "(francês: Nul ne peut être condamné à la peine de mort). A pena de morte já foi declarada ilegal em 9 de outubro de 1981, quando o presidente François Mitterrand assinou uma lei que proibiu o sistema judicial de usá-la e em seguida comutou as sentenças das seis pessoas no corredor da morte para prisão perpétua. A última execução ocorreu pela guilhotina, sendo o principal método jurídico desde a Revolução Francesa; Hamida Djandoubi, cidadão tunisino condenado por tortura e assassinato em solo francês, que foi morto em setembro de 1977 em Marselha.
Os principais abolicionistas franceses da pena de morte ao longo do tempo incluíram o filósofo Voltaire; poeta Victor Hugo; os políticos Léon Gambetta, Jean Jaurès e Aristide Briand; e os escritores Alphonse de Lamartine e Albert Camus.

## História

### Antigo Regime
Antes de 1791, no Antigo Regime, existia uma variedade de meios de pena de morte usados na França, dependendo do crime e do status da pessoa condenada.
Em 6 de julho de 1750, Jean Diot e Bruno Lenoir foram estrangulados e queimados na estaca da Place de Grève por sodomia, a última execução conhecida por sodomia na França. Também em 1750, Jacques Ferron foi enforcado ou queimado na estaca de Vanvres por bestialidade, a última execução conhecida por bestialidade na França.

### Adoção da guilhotina

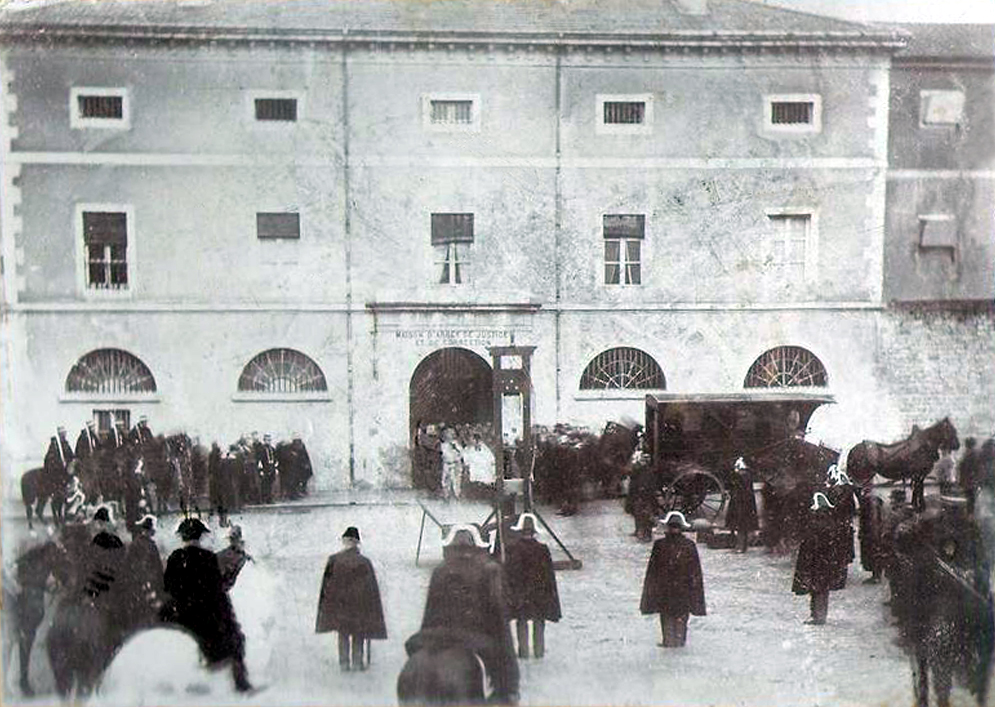
Execução pública por guilhotina em Lons-le-Saunier, 1897

A primeira campanha pela abolição da pena de morte se iniciou em 30 de maio de 1791, mas em 6 de outubro daquele ano a Assembléia Nacional se recusou a aprovar uma lei que abolisse a pena de morte. No entanto, eles aboliram a tortura e também declararam que agora haveria apenas um método de execução: "Todos os condenados à morte terão suas cabeças cortadas".  
Em 1789, o médico Joseph-Ignace Guillotin propôs que todas as execuções fossem realizadas por um mecanismo simples e indolor, o que levou ao desenvolvimento e eventual adoção da guilhotina. A decapitação já havia sido reservada apenas para nobres e realizada manualmente por eixos ou lâminas de mão; os plebeus geralmente seriam enforcados ou submetidos a métodos mais brutais. Portanto, a adoção da guilhotina para todos os criminosos, independentemente do status social, não apenas tornou as execuções mais eficientes e menos dolorosas, como também removeu completamente as divisões de classe na pena de morte. Como resultado, muitos acharam que o dispositivo tornou a pena de morte mais humana e igualitária.
A guilhotina foi usada pela primeira vez em Nicolas Jacques Pelletier em 25 de abril de 1792. O uso da guilhotina espalhou-se para outros países, como Alemanha (onde era usada desde antes da revolução), Itália, Suécia (usada em uma única execução) e colônias francesas na África, Guiana Francesa e Indochina Francesa. Embora outros governos tenham empregado o dispositivo, a França executou mais pessoas por guilhotina do que qualquer outra nação.

### Código Penal de 1791
Em 6 de outubro de 1791, foi promulgado o Código Penal de 1791, que aboliu a pena de morte no Reino da França por bestialidade, blasfêmia, heresia, pederastia, sacrilégio, sodomia e bruxaria.

### A partir de 1939
As execuções públicas eram a norma e continuaram até 1939. A partir de meados do século XIX, a hora habitual do dia para as execuções mudou de cerca de 15 horas para a manhã e depois para o amanhecer. As execuções haviam sido realizadas em grandes espaços públicos centrais, como praças de mercado, mas gradualmente foram em direção à prisão local. No início do século XX, a guilhotina foi montada do lado de fora dos portões da prisão. A última pessoa a ser guilhotinada publicamente foi o assassino Eugen Weidmann, que foi executado em 17 de junho de 1939, do lado de fora da prisão de St Pierre, em Versalhes. As fotografias da execução apareceram na imprensa e, aparentemente, esse espetáculo levou o governo a interromper as execuções públicas e a detê-las em pátios de prisões, como a prisão La Santé, em Paris. Segundo a lei, o primeiro a ser guilhotinado dentro de uma prisão foi Jean Dehaene, que havia assassinado sua esposa e sogro, executado em 19 de julho de 1939 em St-Brieuc.
Até 1981, o código penal francês afirmava que:
- Artigo 12: "Qualquer pessoa condenada à morte será decapitada."
- Artigo 13: "Com exceção do artigo 12, quando a pena de morte for aplicada por crimes contra a segurança do Estado, a execução será realizada por pelotão de fuzilamento".
- Artigo 14: "Se as famílias das pessoas executadas desejarem recuperar os corpos, elas devem tê-los; será então que eles sejam enterrados sem pompa".

Além disso, crimes como traição, espionagem, insurreição, pirataria, assassinato agravado, sequestro com tortura, crimes cometidos com o uso de tortura, atentado a bomba em uma rua, incêndio criminoso em uma casa de habitação e assalto à mão armada tornaram seus autores sujeitos a a pena de morte; além disso, cometer algumas ofensas militares, como motim ou deserção, ser cúmplice ou tentar cometer um crime capital também foram considerado crimes capitais.

#### Clemência
O direito de comutar as sentenças de morte pertencia exclusivamente ao Presidente da República, enquanto que pertencia exclusivamente ao monarca em épocas anteriores.
O presidente Charles de Gaulle, um defensor da pena de morte, comutou 19 sentenças de morte. Durante seu mandato, 13 pessoas foram guilhotinadas e outras executadas por fuzilamento por crimes contra a segurança do estado. O último dos executados pelo pelotão de fuzilamento foi o membro da OEA, tenente-coronel Jean-Marie Bastien-Thiry, organizador da famosa tentativa de assassinato de Gaulle em 1962.
Nenhuma execução ocorreu durante o presidente interino de dois mandatos, Alain Poher, em 1969 e em 1974.
O Presidente Georges Pompidou, um oponente da pena de morte, usou seu poder para comutar todas as três sentenças de morte impostas durante seu mandato.
O presidente Valéry Giscard d'Estaing, que afirmou que "sentiu uma profunda aversão à pena de morte", também comutou todas as sentenças de morte, com exceção de três. Ele era presidente na época em que ocorreu a última execução conhecida na França.

#### Anistia
O Parlamento (e não o executivo) detinha o poder de conceder anistia a sentenças de morte. Um exemplo de anistia geral para todas as pessoas condenadas à morte e que aguardavam execução ocorreu no ano de 1959, após a posse de De Gaulle, quando um Ato do Parlamento comutou todas essas sentenças.

## Status atual
Hoje, a pena de morte foi abolida na França. Embora alguns políticos franceses modernos (notadamente o ex-líder da extrema-direita da frente Jean-Marie Le Pen) defendam a restauração da pena de morte, seu restabelecimento não seria possível sem a rejeição unilateral francesa de vários tratados internacionais. (O repúdio a tratados internacionais não é desconhecido do sistema francês, pois a França renunciou às suas obrigações sob o tratado da OTAN em 1966, embora tenha voltado ao pacto em 2009.)
No dia 20 de dezembro de 1985, a França ratificou o Protocolo Adicional nº 6 da Convenção Européia para Salvaguardar os Direitos Humanos e as Liberdades Fundamentais. Isso impede a França de restabelecer a pena de morte, exceto em tempos de guerra ou denunciando a Convenção.
Em 21 de junho de 2001, Jacques Chirac enviou uma carta à associação "Ensemble" dizendo que era contra a pena de morte: "É uma luta que devemos liderar com determinação e convicção, porque nenhuma justiça é infalível e cada execução pode matar um inocente; porque nada pode legitimar a execução de menores ou de pessoas que sofrem de deficiências mentais; porque a morte nunca pode constituir um ato de justiça". Em 3 de maio de 2002, a França e outros 30 países assinaram o Protocolo número 13 da Convenção Europeia dos Direitos Humanos. Isso proíbe a pena de morte em todas as circunstâncias, até mesmo em tempos de guerra. Entrou em vigor em 1 de julho de 2003, após ter sido ratificado por 10 estados.
Apesar desses esforços, em 2004, uma proposta de lei (número 1521) foi apresentada à Assembléia Nacional Francesa, sugerindo o restabelecimento da pena de morte por atos terroristas. O projeto não foi adotado. Em 3 de janeiro de 2006, Jacques Chirac anunciou uma revisão da Constituição com o objetivo de redigir a pena de morte. (Em 13 de outubro anterior, o Conselho Constitucional considerou que a ratificação do Segundo Protocolo Facultativo ao pacto internacional exigia tal revisão da Constituição. O protocolo dizia respeito a direitos civis e políticos destinados a abolir a pena de morte.)
No dia 19 de fevereiro de 2007, o Congresso do Parlamento francês (a Assembléia Nacional e o Senado, reunidos para o dia) votou esmagadoramente por uma modificação da Constituição afirmando que "ninguém pode ser condenado à pena de morte". Houve 828 votos a favor e 26 contra. A emenda passou a vigorar na Constituição a partir de 23 de fevereiro daquele ano.

## Variações na opinião francesa
Durante o século XX, a opinião francesa sobre a pena de morte mudou bastante, pois muitas pesquisas mostraram grandes diferenças de uma para outra.
- Em 1908, o Le Petit Parisien publicou uma pesquisa na qual 77% das pessoas entrevistadas eram a favor da pena de morte.
- Em 1960, uma pesquisa do IFOP mostrou que 50% dos franceses eram contra a pena de morte, enquanto 39% eram a favor.
- Em 1972, em uma pesquisa do mesmo instituto, 27% dos entrevistados eram a favor da abolição, enquanto 63% apoiavam a pena de morte.
- Em 1981, Le Figaro realizou uma pesquisa no dia seguinte à votação pela abolição. Indicou que 62% dos franceses queriam manter a pena de morte.
- Em 1998, a pesquisa do IFOP e da France-Soir mostrou que as opiniões agora estavam divididas ao meio, com 54% contra a pena de morte e 44% a favor.[12]
- Em 2006, a pesquisa do TNS Sofres mostra a oposição do povo francês à pena de morte em geral: 52% agora eram contra a pena de morte e 41% eram a favor da morte.
- Em 2007, de acordo com o Angus Reid Global Monitor, 52% dos franceses eram contra a pena de morte e 45% eram a favor da morte.[13]
- Em 2013, uma pesquisa da Opinionway mostra que 50% do povo francês apóia a reintrodução da pena de morte, passando de 45% em 2012 e 35% em 2011.[14][15]

## Oponentes notáveis
- Voltaire (escritor e filósofo)
- Nicolas de Condorcet (filósofo)
- Louis-Michel Le Peletier de Saint-Fargeau (político)
- Victor Hugo (escritor e político)
- Alphonse de Lamartine (escritor e político)
- Léon Gambetta (político)
- Jean Jaurès (líder socialista)
- Aristide Briand (político, primeiro-ministro e ministro de longa data)
- Gaston Leroux (escritor)
- Albert Camus (escritor)
- Michel Foucault (filósofo)
- Robert Badinter (advogado e Ministro da Justiça)

## Advogados notáveis
- Charles de Secondat, barão de Montesquieu (filósofo)
- Jean-Jacques Rousseau (filósofo)
- Benjamin Constant (filósofo e político)
- Auguste Comte (filósofo)
- Maurice Barrès (escritor e político)
- Charles de Gaulle (Presidente) (apenas para homens; comutou a maioria das sentenças[16])
- Jean-Marie Le Pen (político)
- Alain Madelin (político)
- Robert Ménard (político)
- Éric Zemmour (escritor e jornalista)[17]